# Răzvan Marin
Răzvan Gabriel Marin (Bukarest, 1996. május 23. –) román válogatott labdarúgó, a Cagliari középpályása.

## Pályafutása

### Klubcsapatokban

#### Junior évek és Viitorul Constanța
Bukarestben született, hatéves korában kezdett focizni a helyi Pro Luceafărul csapatában, majd hét évvel később csatlakozott a Viitorul Constanța akadémiájához. 2013. október 18-án, a Steaua București ellen idegenben elszenvedett 4–0-s vereség alkalmával debütált a román élvonalban.
Első bajnoki gólját a CFR Cluj elleni 2–1-es idegenbeli győzelem alkalmával szerezte 2015. március 15-én. 2016 decemberében, a Gazeta Sporturilor napilap bejelentette, hogy harmadik lett a 2016-os év román labdarúgója szavazáson. A Constanțában eltöltött időszaka alatt 85 mérkőzésen tíz gólt szerzett.

#### Standard Liège
2017. január 20-án négy és fél éves szerződést írt alá a belga Standard Liège csapatával. A román sajtó 2,4 millió eurós átigazolási díjról számolt be. Két nappal később mutatkozott be a belga első osztályban, a Club Brugge elleni 3–0-s vereség alkalmával.
2017. április 8-án megszerezte első gólját a Les Rouches színeiben a Sint-Truiden elleni 2–2-es bajnoki mérkőzésen. Szeptember 20-án gólt szerzett és egy asszisztot is adott a Heist ellen 4–0-ra megnyert Belga Kupa mérkőzésen; decemberben a Waasland-Beveren, a Sint-Truiden és a Kortrijk elleni bajnoki mérkőzéseken is betalált. 2018. február 3-án a Lokeren elleni 3–0-s siker alkalmával mindössze két perccel becserélése után gólt szerzett, ezzel beállította a végeredményt. Egy hónappal később, a Mechelen elleni bajnoki mérkőzésen három gólpasszt adott és egy tizenegyest is kihagyott. Március 17-én kezdő volt a Genk ellen 1–0-ra megnyert Belga Kupa-döntőn.
2018. július 22-én a regnáló bajnok Club Brugge ellen játszott a Belga Szuperkupában, azonban csapata 2–1-re elveszítette a mérkőzést. Augusztus 7-én, a Bajnokok Ligája harmadik selejtezőkörében az Ajax elleni 2–2-es hazai döntetlen alkalmával játszotta első mérkőzését a nemzetközi porondon. Végül a Standard Liège az Európa-liga csoportkörébe kvalifikálta magát. Marin mind a hat mérkőzésen játszott a csoportkörben, ahol csapata a harmadik helyen végzett a Sevilla és a Krasznodar mögött. Az egész évben mutatott kiemelkedő teljesítményéért az év román labdarúgója díjat érdemelte ki a 2018-as Gala Fotbalului Românesc rendezvényen. Február 3-án, a rivális Anderlecht elleni 2–1-es győzelem alkalmával szerezte meg első gólját 2019-ben.

#### Ajax
2019. április 4-én ötéves szerződést írt alá az Ajax csapatával. Sajtóhírek szerint 12,5 millió eurót fizetett a holland klub Marin játékjogáért, aki nyáron csatlakozott a csapathoz.

#### Cagliari
2020. augusztus 31-én csatlakozott a Serie A-ban szereplő Cagliari csapatához kölcsönbe, vételi opcióval. 2021. július 1-jén az olasz klub élt a vételi opcióval, és véglegesen leigazolta Marin-t, aki 2024-ig írt alá régi-új csapatával. Sajtóhírek szerint 10 millió euró átigazolási díjat fizetett a Cagliari. A 2021–22-es szezon első mérkőzésén gólt szerzett a Pisa ellen 3–1-re megnyert Coppa Italia mérkőzésen.

#### Empoli
2022. július 5-én egy szezonra az Empolihoz került kölcsönbe, vételi opcióval. 2023. június 29-én meghosszabbították a kölcsönszerződését még egy szezonra.

### A válogatottban
2016 szeptemberében meghívót kapott a román válogatottba a 2018-as FIFA-világbajnokság Montenegró elleni selejtezőre. 2016. október 8-án bemutatkozott a válogatottban, és gólt szerzett az Örményország elleni 5–0-s idegenbeli győzelem alkalmával.

#### Góljai a román válogatottban
| #  | Dátum              | Ellenfél         | Eredmény | Kiírás          | Esemény            |
| -- | ------------------ | ---------------- | -------- | --------------- | ------------------ |
| 1. | 2016. október 8.   | Örményország     | 5 – 0    | Vb-selejtező    | 12'                |
| 2. | 2020. november 11. | Fehéroroszország | 5 – 3    | Nemzetek Ligája | 20' 70'            |
| 3. | 2023. október 15.  | Andorra          | 4 – 0    | Eb-selejtező    | 44' 59'            |
| 4. | 2024. június 17.   | Ukrajna          | 3 – 0    | Eb-csoportkör   | 53' 79'            |
| 5. | 2024. június 25.   | Szlovákia        | 1 – 1    | Eb-csoportkör   | 37' (11-esből) 86' |

## Játékstílusa
Általában középső vagy védekező középpályás poszton játszik, de támadó középpályásként is képes megállni a helyét.

## Magánélete
Marin édesapja, Petre szintén labdarúgó volt. Karrierje során olyan klubokban is megfordult, mint a Steaua București és a Național București.

## Sikerei, díjai
Viitorul Constanța
- Román bajnok: 2016–2017

 Standard Liège
- Belga kupagyőztes: 2017–2018[31]
- Belga szuperkupa ezüstérmes: 2018

 Ajax
- Holland Szuperkupa-győztes: 2019[32]

Egyéni
- Gazeta Sporturilor Az év román labdarúgója: 2018 (második helyezett), 2016 (harmadik helyezett)
- Gala Fotbalului Românesc Az év román labdarúgója: 2018[19]

## Fordítás
- Ez a szócikk részben vagy egészben  a   Răzvan Marin című angol Wikipédia-szócikk fordításán alapul.  Az eredeti cikk szerkesztőit annak laptörténete sorolja fel. Ez a jelzés csupán a megfogalmazás eredetét és a szerzői jogokat jelzi, nem szolgál a cikkben szereplő információk forrásmegjelöléseként.